# Achenbach (Breidenbach)
Achenbach is een plaats in de Duitse gemeente Breidenbach, deelstaat Hessen, en telt 550 inwoners.

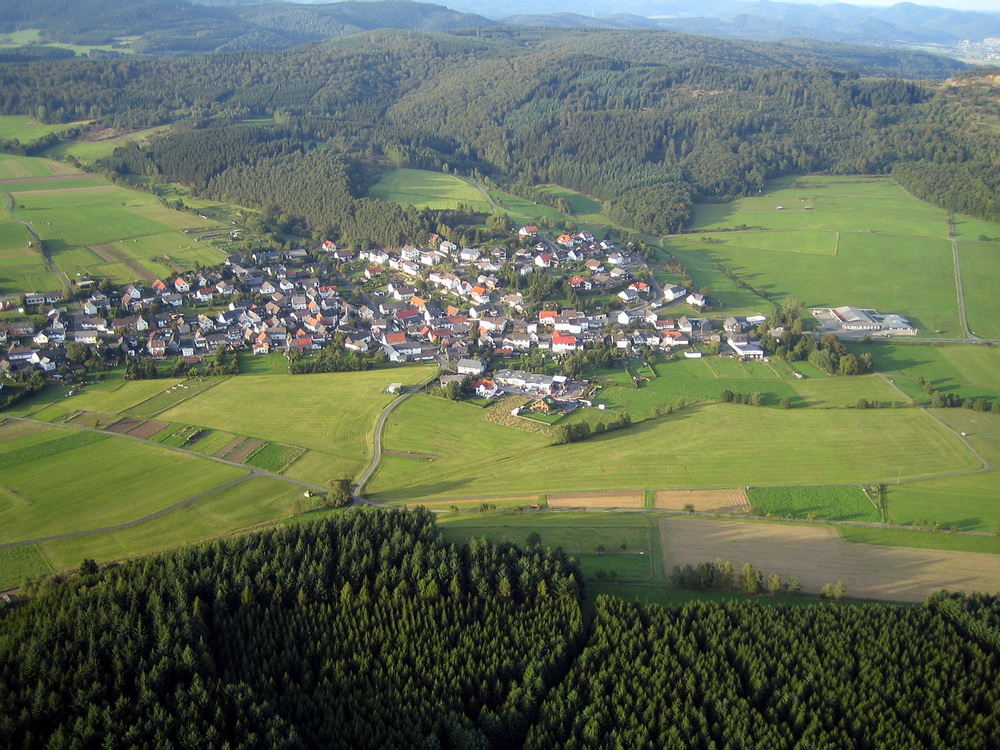
Achenbach